# تصویب
تصویب، نظریه‌ای در علم اصول فقه است که بر اساس آن نظر گاه تمام مجتهدان درست و دارای صلاحیت است.

## تعریف
تصویب در در لغت به معنای «به‌درستی رساندن چیزی به هدف» و «درست دانستن گفتار یا کردار یک شخص» است ولی در اصطلاح اصول فقه به معنای حکم کردن به درستی آرا و اجتهادهای تمامی صاحب نظران و مجتهدانِ دارای صلاحیت است. در این نظرگاه رأی و فتوای مجتهد نسبت به بیان حکم شرعی موضوعات هیچ‌گاه به خطا نمی‌رود و همیشه مطابق حکم واقعی است. بر این اساس آرای مجتهدان در عین اختلاف دارای سازگاری است.

## ویژگی‌ها
طرفداران این نظریه که به مصوبه مشهور هستند دامنه این نظریه را به امور اجتهادی شرعی و ظنی محدود کرده‌اند. نظریه تصویب در حقیقت قانون گزاری الهی را به بشر سپرده‌است و به تعبیر دیگر به بشر این اختیار را داده‌است که به صلاح و مصلحت خویش تشریع کند وهر حکمی را که وضع کرد به خدا نسبت دهد. دقیقاً همانند مکتب لیبرالیسم غربی که در امر تقنین، بشر را به جای خدا قرار داده؛ با این تفاوت که دیگر مکتب مزبور، احکام را به خداوند منتسب نمی‌کند. آنان معتقدند که مجتهدان و قانون گذاران بشری هیچ‌گاه خطا نمی‌کنند و محصول فکری آنان عیناً احکام الهی است. غزالی یکی از مهم‌ترین طرفداران نظریه تصویب است و معتقد است که آنچه محققین مصوبه (پیروان نظریه تصویب) برآنند، آن است که در مواردی که از سوی شارع «نصی» وارد نشده، حکم معینی وجود ندارد که با دلائل ظنی قابل دستیابی باشد؛ بلکه بالعکس حکم شرعی، تابع نتایج دلائل ظنی است و هر چه مجتهدان بدان دست یابند و برآن رأیشان مستقر گردد همانها احکام خداست.